# Janus (sonde spatiale)
Pour les articles homonymes, voir Janus.
Janus A et B sont deux micro-sondes spatiales qui devaient être lancées en 2022 afin d'étudier en les survolant deux astéroïdes binaires. Le projet est piloté par l'Université du Colorado à Boulder et financé par l'agence spatiale américaine, la NASA, dans le cadre de son programme SIMPLEx. La construction et la gestion des opérations sont confiées à la société Lockheed Martin. Les sondes spatiales Janus devait être placées en orbite avec la mission Psyché qui partageait la même trajectoire. Mais le report du lancement de Psyché entraine une modification de la trajectoire de celle-ci rendant caduque cette solution. En conséquence et faute de solution alternative la NASA décide en juillet 2023 d'annuler la mission Janus. 

## Caractéristiques techniques
Chacun des deux engins spatiaux a une masse unitaire de 180 kilogrammes et est propulsé par une propulsion à gaz froid MIPS conçue pour les CubeSats et comportant cinq tuyères. L'énergie est fournie par des panneaux solaires. La charge utile est constituée par deux caméras fournies par la société Malin, l'une effectuant ses observations dans le domaine du visible (420-680 nm) et l'autre dans le domaine de l'infrarouge avec deux bandes passantes : 8-12 et 17 microns.

## Déroulement de la mission
Les deux sondes spatiales doivent être placées sur une orbite héliocentrique en 2022 par une fusée Falcon Heavy dont la charge utile principale est la sonde spatiale Psyché. Janus A et B doivent survoler respectivement l'astéroïde binaire rocheux de type S (175706) 1996 FG3 et d'autre part l'astéroïde binaire primitif de type C (35107) 1991 VH.
Cependant, les retards du développement de la sonde Psyché entraînent le report de son lancement à octobre 2023. La nouvelle trajectoire prévue ne permet plus aux sondes Janus d'atteindre leur destination et la NASA étudie des options alternatives mais ne parvient pas à en définir une. Elle suspend alors indéfiniment la mission : les deux sondes sont transférées dans une unité de stockage à long terme en attendant une nouvelle opportunité de lancement.

## Objectifs de la mission
Janus doit étudier deux types d'astéroïde binaire, l'un de type S avec une évolution chaotique de son orbite l'autre de type C dans une phase stabilisée. Ces observations doivent fournir des données fondamentales sur les objets célestes constitués par un empilement de roches. Les objectifs scientifiques sont d'une part d'identifier et de comprendre le processus conduisant à la formation des astéroïde binaire, d'autre part de tester et d'évaluer les théories sur l'évolution de ces formations. 

## Le programme SIMPLEX
Le projet fait partie du programme SIMPLEx (Small Innovative Missions for Planetary Exploration) créé par la NASA pour développer des sondes spatiales chargées d'explorer le système solaire pour un budget réduit (plafonné à 55 millions US$ hors cout de lancement). Les engins spatiaux du programme sont lancés par des fusées en tant que charge utile secondaire ce qui contribue à abaisser le coût total de la mission. Les deux premières missions du programme SIMPLEx, sélectionnées en 2015, étaient les CubeSats LunarH-Map et Q-PACE chargés respectivement de mesurer les concentrations d'hydrogène à la surface de la Lune et d'étudier les caractéristiques des collisions des particules de faible vélocité dans un environnement soumis à une microgravité. Les données recueillies par cette dernière mission devrait fournir des informations importantes sur la formation des planètes. Janus A et B ont été sélectionnées en juin 2019 dans le cadre du deuxième appel d'offres de SIMPLEx avec deux autres projets (EscaPADE et Lunar Trailblazer) parmi une douzaine de propositions.